# Regiunile Nigerului
Republica Niger este împărțită în 7 regiuni (în franceză: régions; singular – région), plus districtul capitalei Niamey, care împreună formează primul nivel al organizării administrative a țării. Toate regiunile sunt denumite după orașele-capitală ale fiecărei regiuni. Regiunile Nigerului au fost create inițial în număr de șapte cu titlu de „departamente” în vara anului 1964. În anul 1992 a fost creată regiunea (pe atunci departamentul) Tillabéri, după ce regiunea Niamey a fost divizată.
Odată cu programul de devoluție din 1999-2006, vechile departamente au fost redenumite în regiuni, iar unitățile administrative din nivelul imediat inferior, arondismentele, au fost redenumite în departamente.
Începând cu 2005, cele 7 regiuni ale Nigerului sunt împărțite în 36 de departamente (în franceză: départements).

## Regiunile actuale
| Regiune   | Capitală  | Suprafață (km2) | Populație (2012) | Hartă |
| --------- | --------- | --------------- | ---------------- | ----- |
| Agadez    | Agadez    | 667.799         | 487.620          |       |
| Diffa     | Diffa     | 156.906         | 593.821          |       |
| Dosso     | Dosso     | 33.844          | 2.037.713        |       |
| Maradi    | Maradi    | 41.796          | 3.402.094        |       |
| Niamey    | Niamey    | 402             | 1.026.848        |       |
| Tahoua    | Tahoua    | 113.371         | 3.328.365        |       |
| Tillabéri | Tillabéri | 97.251          | 2.722.842        |       |
| Zinder    | Zinder    | 155.778         | 3.539.764        |       |